# Benthodesmus vityazi
Benthodesmus vityazi és una espècie de peix pertanyent a la família dels triquiúrids.

## Descripció
- Pot arribar a fer 77 cm de llargària màxima.
- Cos platejat amb les mandíbules i l'opercle negrosos.
- L'interior de la boca i de les cavitats branquials és de color negre.
- 61-64 espines i 88-93 radis tous a l'aleta dorsal i 2 espines i 80-85 radis tous a l'anal.
- 137-142 vèrtebres.[5][6]

## Hàbitat
És un peix marí que viu entre 0-900 m de fondària (33°N-20°S, 49°E-141°W): els adults són bentopelàgics entre 640 i 820 m de fondària i els joves mesopelàgics entre 170 i 900.

## Distribució geogràfica
Es troba a la conca Indo-Pacífica: Austràlia, Indonèsia, el Japó (incloent-hi les illes Ryukyu), Kiribati, Malàisia, Papua Nova Guinea, les illes Filipines, les illes Seychelles i les illes d'Ultramar Menors dels EUA.

## Observacions
És inofensiu per als humans.